# Chi Kha Kraom
Chi Kha Kraom es una comuna (khum) del distrito de Srae Ambel, en la provincia de Koh Kong, Camboya. En marzo de 2008 tenía una población estimada de 3174 habitantes.
Se encuentra ubicada al suroeste del país, en la zona de los montes Cardamomo y cerca de la costa del golfo de Tailandia.